# Crouy-Saint-Pierre
Crouy-Saint-Pierre är en kommun i departementet Somme i regionen Hauts-de-France i norra Frankrike. Kommunen ligger i kantonen Picquigny som tillhör arrondissementet Amiens. År 2022 hade Crouy-Saint-Pierre 373 invånare.

## Befolkningsutveckling
Antalet invånare i kommunen Crouy-Saint-Pierre
| Referens: INSEE |